# Cardepia sociabilis
Cardepia sociabilis é uma espécie de insetos lepidópteros, mais especificamente de traças, pertencente à família Noctuidae.
A autoridade científica da espécie é de Graslin, tendo sido descrita no ano de 1850.
Trata-se de uma espécie presente no território português.